# روش خامه‌ای
روش خامه‌ای(به انگلیسی: Creaming Method) که روش متعارف نیز نامیده می‌شود، سال‌ها تنها روش استاندارد برای مخلوط کردن مواد اولیه کیک‌های پرچرب بوده است. گرچه امروزه برای کیک‌هایی با نسبت چربی و شکر بالا از روش‌های پیشرفته تر استفاده می‌گردد. ولی هنوز هم برای بسیاری از انواع کیک‌های کره‌ای از روش خامه‌ای استفاده می‌شود.
چربی به کار رفته در کیک‌هایی که به روش خامه‌ای تهیه می‌شوند اغلب کره است. کره غیر از اینکه عطر و طعم خوبی به کیک می‌دهد بر بافت آن هم اثر می‌گذارد طوری که در دهان آب می‌شود. در حالیکه روغن قنادی این ویژگی‌ها را ندارد. با این حال بسیاری از قنادان آن را به دلیل ارزانتر بودن و سهولت استفاده ترجیح می‌دهند. برای جایگزینی کره با روغن باید توجه داشت که تنها ۸۰ درصد کره چربی است و دارای ۱۵ درصد آب می‌باشد.

## مراحل انجام کار
1. تمام مواد را از قبل دقیقاً اندازه گیری کنید. همه آنها باید در دمای اتاق باشند. (۲۰ درجه سانتیگراد)
2. همه مواد جامد غیر از شکر را مخلوط کنید و چند بار از الک بگذرانید تا کاملاً یکدست شود.
3. اگر در بین مواد اولیه کیک مایعاتی مثل آب و آب میوه وجود دارد آنها را با هم مخلوط کنید و کنار بگذارید.
4. کره را با دورکم بزنید تا کاملاً نرم و خامه‌ای شود.
5. شکر را اضافه کنید و با دور متوسط آنقدر بزنید تا روشن و سبک گردد. (۸ تا ۱۰ دقیقه) اغلب قنادان ترجیح می‌دهند نمک و ادویه را در همین مرحله اضافه کنند تا از همگن بودن مخلوط مطمئن شوند. اگر شکلات ذوب شده در بین مواد اولیه کیک وجود دارد باید در این مرحله اضافه گردد.
6. تخم مرغ‌ها را باید یکی یکی به مخلوط اضافه کنید. قبل از اضافه کردن تخم مرغ بعدی آهسته بزنید تا تخم مرغ قبلی در مخلوط جذب شود. پس از افزودن آخرین تخم مرغ با دور متوسط آنقدر بزنید تا روشن و سبک گردد. و حالت خامه زده به خود بگیرد. (حدود ۵ دقیقه)
7. مواد جامد و مایع را متناوباً در چند مرحله به آن اضافه کنید و در هر بار کمی زیر و رو کنید فقط تا جاییکه مخلوط شود. هم زدن زیاد در این مرحله پف کیک را کم می‌کند.

- - یک سوم مواد جامد را اضافه کنید و کمی زیر و رو کنید.
  - نصف مواد مایع را اضافه کنید و کمی زیر و رو کنید.
  - یک سوم مواد جامد را اضافه کنید و کمی زیر و رو کنید.
  - نصف مواد مایع را اضافه کنید و کمی زیر و رو کنید.
  - یک سوم مواد جامد را اضافه کنید و کمی زیر و رو کنید.

اگر مواد در این مرحله یکجا اضافه گردد برای مخلوط کردن لازم است زیاد هم بزنید و این کار حجم نهایی کیک شما را کم می‌کند.
در برخی از کیک‌هایی که به روش خامه‌ای تهیه می‌شوند برای افزایش حجم بیشتر در پایان یک گام دیگر افزوده می‌شود: سفیده تخم مرغ زده با شکر را به مخلوط اضافه کنید و آرام زیر و رو کنید.